# زنبق ویلماتی
زنبق ویلماتی (نام علمی: Iris willmottiana) نام یک گونه از سرده زنبق است.
این گل به افتخار الن ویلمات نام‌گذاری شده است.